# قتل‌عام نانجینگ

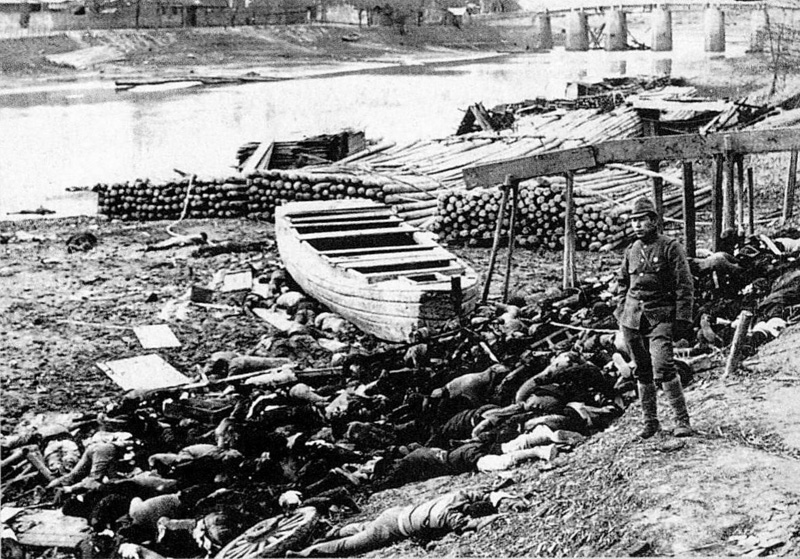
اجساد قربانیان در ساحل رود یانگ‌تسه

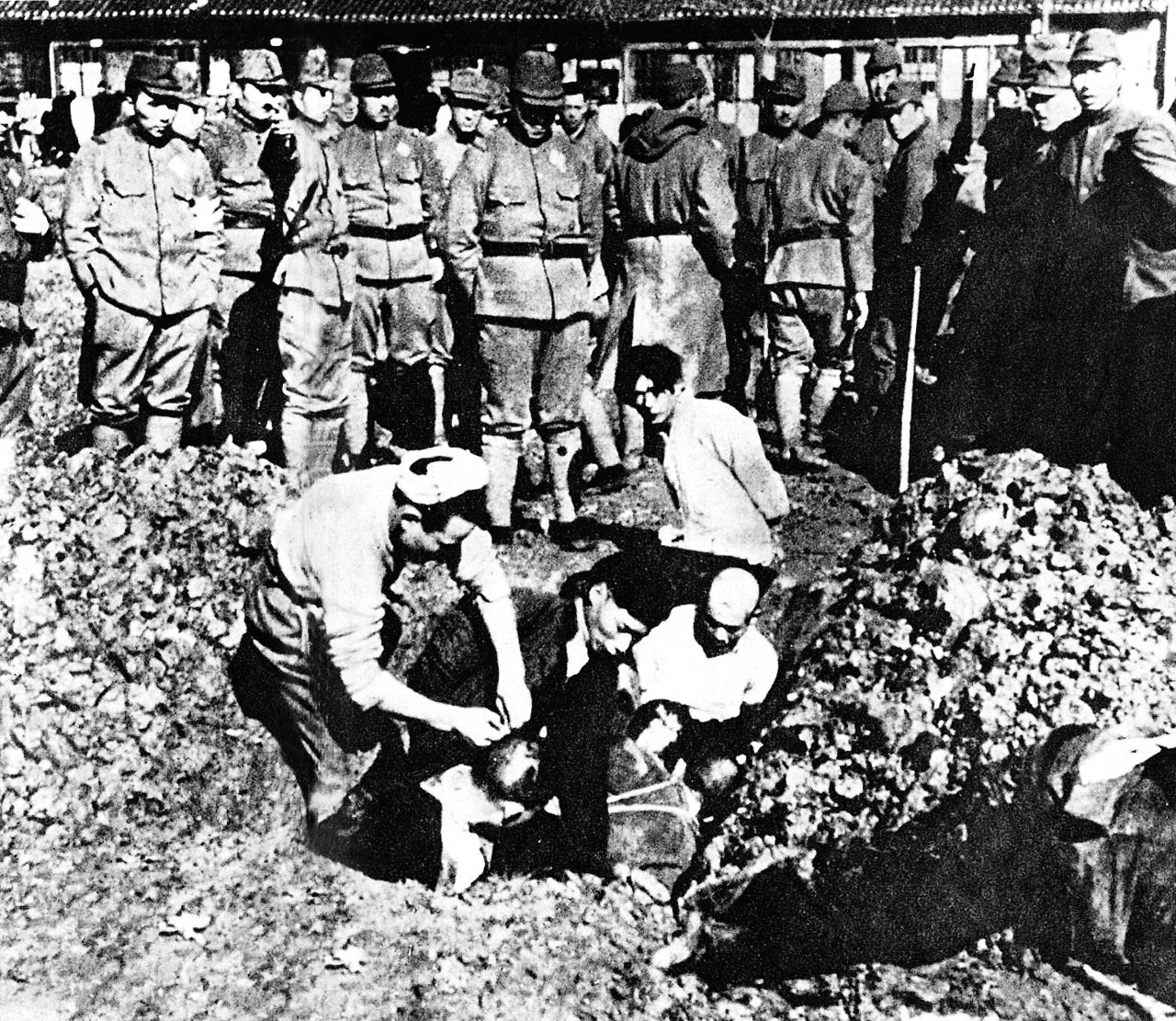
زنده‌به‌گور شدن غیر نظامیان چینی توسط سربازان ژاپنی

قتل‌عام نانجینگ یا کشتار نانجینگ به دورهٔ شش هفته‌ای پس از ۱۳ دسامبر ۱۹۳۷ و اشغال شهر نانجینگ، پایتخت پیشین جمهوری چین، توسط ژاپنی‌ها گفته می‌شود. در این دوره سربازان ارتش سلطنتی ژاپن صدها هزار نفر از اهالی شهر را کشته و بیست تا هشتاد هزار زن را مورد تجاوز جنسی قرار دادند.
این قتل‌عام به یک موضوع سیاسی مناقشه‌برانگیز بدل شده و جنبه‌های گوناگون آن از سوی تجدیدنظرطلبان تاریخی و ناسیونالیست‌های ژاپنی زیر سؤال رفته است. این افراد کشتار را اغراق‌شده یا به‌کلی ساختگی برای اهداف تبلیغاتی می‌دانند. تلاش برای انکار یا توجیه این جنایت، مباحثات پیرامون کشتار نانجینگ را دامن زده و آن را به مانعی بر سر بهبود روابط چین و ژاپن و نیز روابط ژاپن با دیگر کشورهای خاور دور از جمله کره جنوبی و فیلیپین تبدیل کرده است.
برآوردها از رقم کشتگان متفاوت است. به‌جز ثبت نشدن قتل‌ها به‌طور جامع و دقیق، دلایل دیگر برای اختلاف در برآوردها شامل این موارد می‌گردد؛ تعریف محدودهٔ جغرافیایی، دورهٔ زمانی و قتل‌هایی که باید به حساب کشتار گذارده شود.
قتل‌عام نانجینگ در مفهوم مضیق خود فقط به قتل‌هایی گفته می‌شود که در منطقهٔ امن نانجینگ رخ داد. در حالی که در مفهوم وسیع تمامی قتل‌عام‌های شهر نانجینگ و حتی ۶ بخش اطراف آن را در بر می‌گیرد که با نام فرمانداری ویژهٔ نانجینگ شناخته می‌شوند. همچنین دورهٔ زمانی کشتار ممکن است فقط به شش هفته پس از سقوط نانجینگ محدود شود یا تمامی قتل‌ها از زمان ورود ارتش ژاپن به استان جیانگسو در نیمه نوامبر تا اواخر مارس ۱۹۳۸ را دربر گیرد. همچنین نوع قتل نیز ممکن است تفاوت‌هایی را در آمار کشتگان موجب شود، از جمله این پرسش که آیا کشتن سربازان به اسارت درآمده چینی و چریک‌های مظنون اعدام قانونی شمرده می‌شود یا خیر.
دادگاه نظامی بین‌المللی برای خاور دور (دادگاه توکیو) رقم تلفات را بیش از ۲۰۰٬۰۰۰ اعلام کرد. مراکز کفن و دفن و سایر سازمانهای مربوط بیش از ۱۵۵۰۰۰ جسد را که دفن کرده‌اند شمرده‌اند. در این ارقام، افرادی که جسد آنها با سوختن، یا انداختن آنها به رودخانه یانگ‌تسه یا توسط ژاپنی‌ها دفع شده است، در نظر گرفته نمی‌شوند.
آمار رسمی دولت چین این رقم را ۳۰۰٬۰۰۰ ذکر می‌کند. تاریخ‌دانان ژاپنی تعداد تلفات را پائین‌تر آورده و معمولاً آن را حداکثر ۲۰۰٬۰۰۰ نفر می‌دانند، در حالی‌که برخی دیگر فقط به ۴۰٬۰۰۰–۲۰٬۰۰۰ کشته اشاره می‌کنند یا حتی وقوع یک کشتار گسترده و ساماندهی شده را انکار کرده و ادعا می‌کنند که تمامی قتل‌ها بر اثر اقدامات نظامی مجاز، به‌طور تصادفی یا به دلیل خشونت‌های موردی نیروهای خودسر صورت گرفته است. منکران کشتار نانجینگ معتقدند توصیف این حادثه به‌صورت یک کشتار ساماندهی‌شده و بزرگ برای نیات تبلیغاتی سیاسی صورت می‌گیرد.

## وضعیت نظامی
جنگ دوم چین و ژاپن در ۷ ژوئیه ۱۹۳۷، پس از حادثه پل مارکو پولو آغاز شد و به سرعت به یک جنگ تمام‌عیار در شمال چین بین ارتش‌های چین و ژاپن تبدیل شد. نیروهای ملی‌گرای چین تمایلی به درگیری قاطع در منطقه شمالی نداشتند و به جای آن، جبهه‌ای دیگر با راه‌اندازی حملاتی علیه نیروهای ژاپنی در شانگهای باز کردند. در پاسخ، ژاپن ارتشی به فرماندهی ژنرال ایوانه ماتسوی را برای مبارزه با نیروهای چینی در شانگهای اعزام کرد.
در اوت ۱۹۳۷، ارتش ژاپن به شانگهای حمله کرد، جایی که با مقاومت شدید و تلفات سنگینی روبرو شد. این نبرد به دلیل نبرد تن‌به‌تن در مناطق شهری بسیار خونین بود و هر دو طرف فرسایش زیادی را تجربه کردند. با وجود اینکه نیروهای ژاپنی موفق به عقب‌راندن نیروهای چینی شدند، ستاد کل فرماندهی در توکیو ابتدا تصمیم گرفت جنگ را گسترش ندهد زیرا خواستار پایان آن بودند. با این حال، اختلاف‌نظر بزرگی بین دولت ژاپن و ارتش آن در چین وجود داشت. ماتسوی حتی پیش از حرکت به شانگهای، قصد خود برای پیشروی به سوی نانجینگ را اعلام کرده بود. او به شدت معتقد بود که تصرف نانجینگ، پایتخت چین، منجر به فروپاشی کل دولت ملی‌گرای چین و در نتیجه، پیروزی سریع و قاطع برای ژاپن خواهد شد. سرانجام، ستاد کل فرماندهی در توکیو به خواسته‌های ارتش امپراتوری ژاپن در چین تسلیم شد و عملیات حمله و تصرف نانجینگ را تأیید کرد.

### استراتژی برای دفاع از نانجینگ
تانگ شنگژی در بیانیه‌ای برای خبرنگاران خارجی اعلام کرد که شهر تسلیم نخواهد شد و تا پای مرگ مبارزه خواهد کرد. تانگ ارتشی در حدود ۸۱٬۵۰۰ سرباز، که بسیاری از آنها سربازان آموزشی ندیده یا نیروهای خسته از نبرد شانگهای بودند، گرد آورد. دولت چین در ۱ دسامبر برای انتقال آماده شد و رئیس‌جمهور نیز در ۷ دسامبر شهر را ترک کرد و اداره نانجینگ به کمیته بین‌المللی به رهبری جان رابه، یک شهروند آلمانی و عضو حزب نازی سپرده شد. ۰
برای کسب مجوز این آتش‌بس از جنرالیسیمو چیانگ کای‌شک، رابه که در نانجینگ زندگی می‌کرد و به‌عنوان رئیس کمیته منطقه ایمنی نانجینگ فعالیت داشت، در تاریخ ۹ دسامبر بر عرشه ناو پانی سوار شد. از این ناو توپدار، رابه دو تلگراف فرستاد. تلگراف اول برای چیانگ از طریق یک سفیر آمریکایی در هانکو بود و از نیروهای چینی خواست که هیچ عملیات نظامی در نانجینگ انجام ندهند. تلگراف دوم از طریق شانگهای به رهبران نظامی ژاپن ارسال شد و خواستار آتش‌بس سه‌روزه شد تا چینی‌ها بتوانند از شهر خارج شوند.
روز بعد، در ۱۰ دسامبر، رابه پاسخ خود را از ژنرالیسیمو دریافت کرد. سفیر آمریکا در هانکو پاسخ داد که با وجود حمایت او از پیشنهاد آتش‌بس، چیانگ با آن موافق نیست. رابه بیان می‌کند که:
«سفیر همچنین تلگرام محرمانه‌ای به ما فرستاد و به ما اطلاع داد که به‌طور رسمی از سوی وزارت امور خارجه در هانکو به او اعلام شده است که تصور ما مبنی بر موافقت ژنرال تانگ با آتش‌بس سه‌روزه و عقب‌نشینی نیروهایش از نانجینگ نادرست است و علاوه بر این، چیانگ کای‌شک اعلام کرده که در موقعیتی نیست که چنین پیشنهادی را بپذیرد.»
این رد پیشنهاد آتش‌بس، از نظر رابه، سرنوشت شهر را تعیین کرد. نانجینگ به‌طور مداوم برای چندین روز بمباران شده بود که باعث ویرانی گسترده و تلفات شدید غیرنظامیان شد.
در ۱۱ دسامبر، رابه متوجه شد که سربازان چینی همچنان در بخش‌هایی از منطقه ایمنی حضور دارند. این موضوع به این معنا بود که منطقه، با وجود حضور عمده غیرنظامیان، به هدف حملات ژاپنی‌ها تبدیل شده بود.

## رویکرد ارتش امپراتوری ژاپن

### جنایات جنگی ژاپنی‌ها در مسیر به نانجینگ

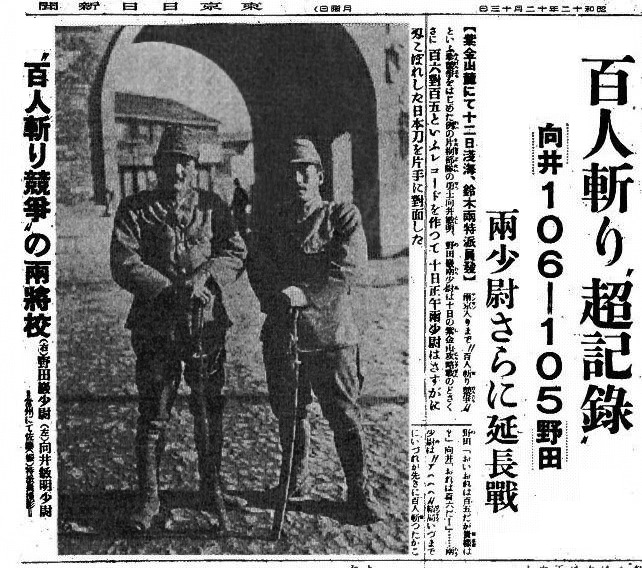
مقاله‌ای دربارهٔ «مسابقه کشتن ۱۰۰ نفر با استفاده از شمشیر» که در یک روزنامه ژاپنی منتشر شده است.

اگرچه قتل‌عام عموماً به عنوان یک رویداد شش‌هفته‌ای پس از سقوط نانجینگ توصیف می‌شود، جنایاتی که توسط ارتش ژاپن انجام شد به همین مدت محدود نماند. بسیاری از جنایات در مسیر پیشروی ارتش ژاپن از شانگهای به نانجینگ، از جمله تجاوز، شکنجه، آتش‌سوزی و قتل، رخ داد.
مسافت ۱۷۰ مایلی بین شانگهای و نانجینگ به منطقه‌ای ترسناک از مرگ و ویرانی تبدیل شد. هواپیماهای ژاپنی به‌طور مکرر کشاورزان و پناهندگان بی‌سلاح را برای سرگرمی مورد هدف قرار می‌دادند. غیرنظامیان تحت خشونت و بی‌رحمی شدید قرار گرفتند که پیش‌درآمدی بر قتل‌عام آینده بود. به عنوان مثال، دهکدهٔ نانچیان‌تو آتش زده شد و بسیاری از ساکنان آن در داخل خانه‌های در حال سوختن زندانی شدند. دو زن که یکی از آنها باردار بود، بارها مورد تجاوز قرار گرفتند. سپس، سربازان شکم زن باردار را باز کردند و جنین او را بیرون آوردند. یک پسر دو ساله که می‌گریست از دستان مادرش کشیده شد و به داخل شعله‌ها انداخته شد، در حالی که مادر و سایر روستائیان با نیزه کشته شدند و به داخل یک جوی انداخته شدند.
علاوه بر این، جیادینگ توسط نیروهای ژاپنی مورد بمباران قرار گرفت و سپس ۸۰۰۰ نفر از ساکنان غیرنظامی آن به‌طور تصادفی کشته شدند. نیمهٔ تایکانگ به‌طور کامل ویران شد و انبارهای نمک و غله غارت شدند. غیرنظامیان چینی اغلب خودکشی می‌کردند، مانند دو دختری که عمداً خود را در نزدیکی پینگهو غرق کردند، حادثه‌ای که توسط ستوان اول ژاپنی، نیشیزاوا بن‌کیشی، مشاهده و روایت شد.
طبق گفتهٔ کروسو تادانوبو از تیپ ۱۳:
“ما تمام مردان را پشت خانه‌ها می‌بردیم و با نیزه و چاقو می‌کشتیم. سپس زنان و کودکان را در یک خانه قفل می‌کردیم و شب‌ها آنها را مورد تجاوز قرار می‌دادیم… سپس، قبل از اینکه صبح روز بعد برویم، همه زنان و کودکان را می‌کشتیم و به این ترتیب، خانه‌ها را آتش می‌زدیم تا حتی اگر کسی برگشت، جایی برای زندگی نداشته باشد. ”

بر اساس گفته یکی از خبرنگاران ژاپنی که در آن زمان همراه نیروهای امپراتوری بود: 
«دلیل پیشروی سریع ارتش دهم به سمت نانجینگ، موافقت ضمنی میان افسران و سربازان بود که می‌توانستند هر طور که می‌خواهند غارت و تجاوز کنند.»
در رمان سربازان زنده نوشتهٔ تاتسوزو ایشیکاوا، نویسنده با توصیف زنده‌ای از جنایاتی که لشکر شانزدهم ارتش اعزامی شانگهای در مسیر بین شانگهای و نانجینگ مرتکب شد، تصویری هولناک از این رویداد را ارائه می‌دهد. این رمان بر پایه مصاحبه‌هایی است که ایشیکاوا در ژانویه ۱۹۳۸ با نیروهای مستقر در نانجینگ انجام داد.

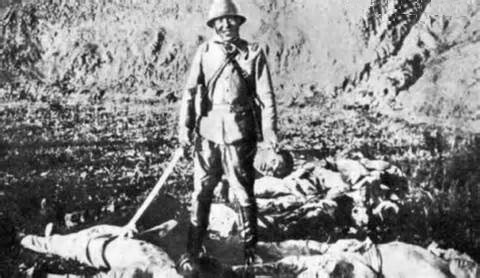
سرباز ژاپنی در کنار سر بریده یکی از قربانیانش

یکی از بدنام‌ترین جنایات، مسابقه کشتن بین دو افسر ژاپنی بود که در توکیو نیچی نیچی شیمبون و روزنامه انگلیسی‌زبان جاپن ادورتایزر گزارش شد. این مسابقه، رقابتی بین دو افسر بود تا ببینند کدام یک می‌تواند زودتر ۱۰۰ نفر را فقط با استفاده از شمشیر بکشد، که این موضوع مانند یک رویداد ورزشی پوشش داده می‌شد و روز به روز دربارهٔ نتایج به‌روزرسانی‌هایی منتشر می‌شد. صحت این گزارش در ژاپن، برای چندین دهه از سال ۱۹۶۷ به بعد، موضوع بحث و جدل شدیدی بوده است.
در سال ۲۰۰۰، مورخ باب تاداشی واکابایاشی هم‌نظر با برخی محققان ژاپنی اعلام کرد که این داستان توسط خود ژاپنی‌ها ساخته شده و با همدستی سربازان برای تقویت روحیه جنگی ملی ژاپن انتشار یافته است.
در سال ۲۰۰۵، یک قاضی در دادگاه ناحیه‌ای توکیو شکایت خانواده‌های این دو افسر را رد کرد و اعلام داشت: این افسران پذیرفته‌اند که برای کشتن ۱۰۰ نفر با هم رقابت کرده‌اند و داستان نمی‌تواند به‌وضوح نادرست باشد. این قاضی همچنین دعوی شاکیان را به دلیل گذشت بیش از ۶۰ سال از زمان انتشار مقاله اولیه رد کرد. بحث در مورد صحت این رویداد همچنان در ژاپن ادامه دارد.

### سیاست زمین سوخته نیروهای چینی در حال عقب‌نشینی
نیروهای گارد نانجینگ به آتش کشیدن ساختمان‌ها و خانه‌ها در نواحی نزدیک به شیآ گوان در شمال و همچنین در اطراف دروازه‌های شرقی و جنوبی شهر پرداختند. اهدافی در داخل و خارج از دیوارهای شهر مانند پادگان‌های نظامی، خانه‌های شخصی، وزارت ارتباطات چین، جنگل‌ها و حتی روستاها کاملاً به آتش کشیده شدند، که ارزش آن‌ها به ۲۰ تا ۳۰ میلیون دلار آمریکا (۱۹۳۷) می‌رسید.

### تأسیس منطقه امن نانجینگ
در آن زمان بسیاری از غربی‌ها در شهر زندگی می‌کردند، برخی برای تجارت و برخی به عنوان مبلغ دینی. با نزدیک شدن ارتش ژاپن به نانجینگ، اکثر آن‌ها شهر را ترک کردند و تنها ۲۷ خارجی باقی ماندند. پنج نفر از این افراد، روزنامه‌نگارانی بودند که چند روز پس از تسخیر شهر در آنجا ماندند و در تاریخ ۱۶ دسامبر از شهر خارج شدند. پانزده نفر از باقی‌مانده‌ها کمیته‌ای به نام کمیته بین‌المللی برای منطقه امن نانجینگ را در ناحیه غربی شهر تشکیل دادند.
جان رابِه، تاجر آلمانی، به‌عنوان رهبر این کمیته انتخاب شد که بخشی از آن به دلیل عضویتش در حزب نازی و وجود پیمان ضد کومینترن ژاپن و آلمان بود. دولت ژاپن قبلاً توافق کرده بود که به مناطقی از شهر که نیروهای نظامی چینی در آن‌جا مستقر نبودند، حمله نکند، و اعضای کمیته توانستند دولت چین را متقاعد کنند که نیروهای خود را از این نواحی خارج کند. منطقه امن نانجینگ از طریق استفاده از پرچم‌های صلیب سرخ مشخص شد.
در تاریخ ۱ دسامبر ۱۹۳۷، شهردار نانجینگ ما چائوچون دستور داد که تمام شهروندان چینی باقی‌مانده در نانجینگ به منطقه امن نقل مکان کنند. بسیاری در تاریخ ۷ دسامبر از شهر فرار کردند و کمیته بین‌المللی به‌عنوان دولت دفاکتور نانجینگ به کار خود ادامه داد.
مینی ووتری، مبلغ مسیحی که دانشگاه دختران جینلینگ را در نانجینگ تأسیس کرده بود، که در منطقه امن قرار داشت، در طول کشتار به‌طور شبانه‌روزی به پذیرش هزاران پناهنده زن پرداخت و در محوطه دانشگاه تا ۱۰٬۰۰۰ زن را پناه داد.

### تأسیس اردوگاه پناهندگان در کارخانه سیمان
در سن ۲۶ سالگی، برنارد آرپ سیندبرگ از دانمارک در دسامبر ۱۹۳۷، چند روز پیش از حمله ژاپنی‌ها به نانجینگ، به‌عنوان نگهبان در یک کارخانه سیمان در نانجینگ مشغول به کار شد. با شروع کشتار، سیندبرگ و کارل گونتر، همکار آلمانی‌اش، کارخانه سیمان را به یک اردوگاه پناهندگان موقت تبدیل کردند و به حدود ۶٬۰۰۰ تا ۱۰٬۰۰۰ غیرنظامی چینی پناه دادند.
با توجه به اینکه ژاپن نسبت به دانمارک و آلمان نازی خصومت نداشت، سیندبرگ پرچم بزرگی از پرچم دانمارک را بر سقف کارخانه سیمان کشید تا از بمباران آن توسط ارتش ژاپن جلوگیری کند. برای دور نگه داشتن نیروهای ژاپنی از کارخانه، او و گونتر پرچم دانمارک و یادبود سوستیکا را به‌طور استراتژیک در اطراف محل نصب کردند. هرگاه که ژاپنی‌ها به دروازه نزدیک می‌شدند، سیندبرگ پرچم دانمارک را به نمایش می‌گذاشت و برای گفتگو با آن‌ها بیرون می‌آمد، و در نهایت آن‌ها محل را ترک می‌کردند.

### شاهزاده آساکا به عنوان فرمانده منصوب شد

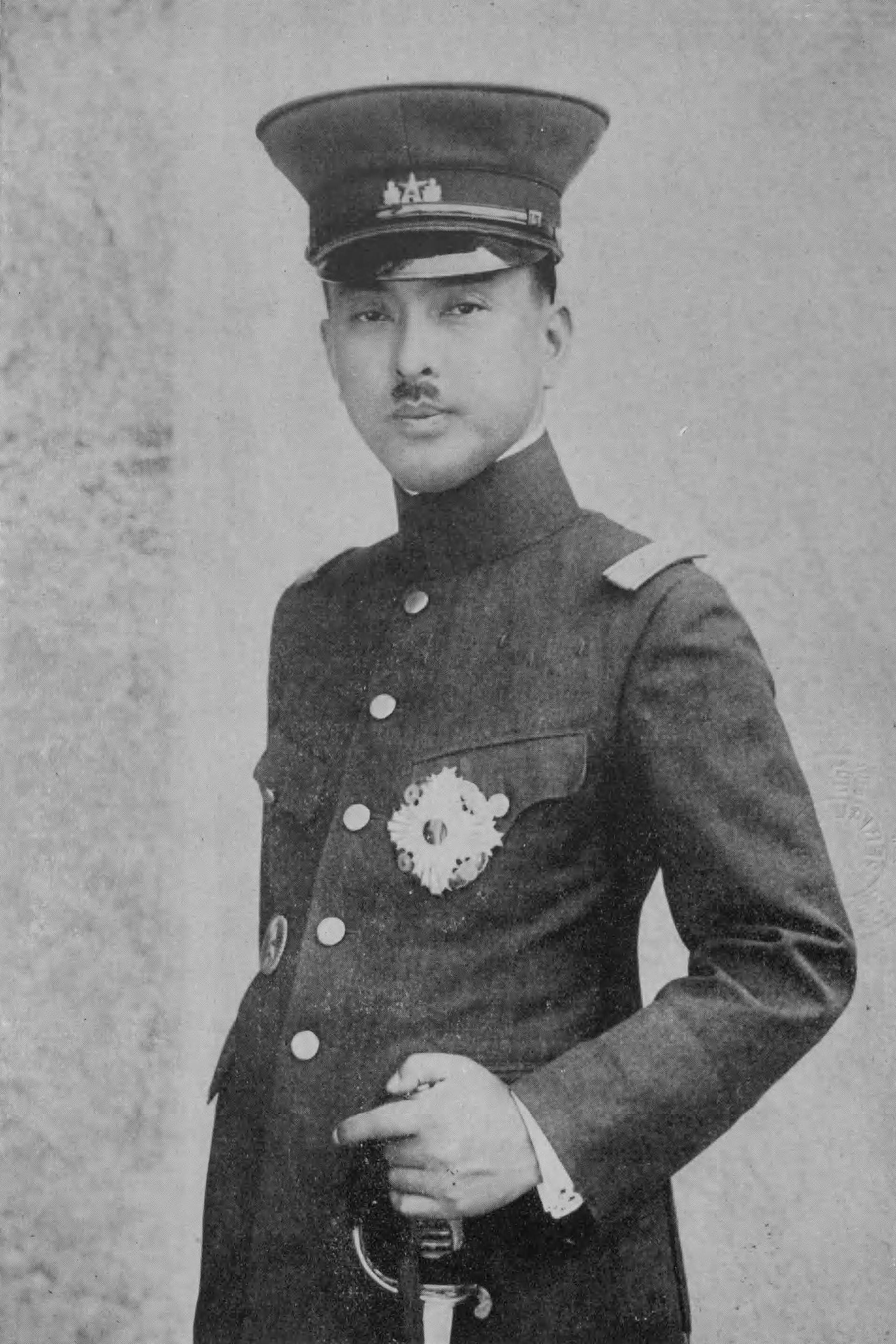
شاهزاده آساکا در سال ۱۹۳۵

در یک یادداشت برای رول‌های کاخ، هیروهیتو شاهزاده یاسوهایکو آساکا را به دلیل اینکه نگرش خوبی نداشت مورد سرزنش قرار داد. او آساکا را به نانجینگ فرستاد تا فرصتی برای اصلاح داشته باشد.
در پنجم دسامبر، آساکا با هواپیما از توکیو خارج شد و سه روز بعد به خط مقدم رسید. او با فرماندهان تیپ‌ها، لیوتنانت‌ژنرال‌های کساگو ناکاجیما و هیوسکه یاناگوا ملاقات کرد که به او اطلاع دادند که نیروهای ژاپنی تقریباً تمام ۳۰۰٬۰۰۰ سرباز چینی را در اطراف نانجینگ محاصره کرده‌اند و مذاکرات مقدماتی نشان می‌دهند که چینی‌ها آماده تسلیم هستند.
شاهزاده آساکا دستوری برای کشتن تمام اسرا صادر کرد و بدین ترتیب موافقت رسمی برای جنایات انجام شده در طول و بعد از نبرد را فراهم کرد. برخی نویسندگان گزارش می‌دهند که شاهزاده آساکا دستور کشتن تمام اسرا را برای سربازان ژاپنی در نانجینگ امضا کرد. برخی دیگر می‌گویند که سرهنگ ایسامو چئو، این دستور را تحت امضا سلطنتی شاهزاده و بدون اطلاع یا رضایت شاهزاده ارسال کرد. با این حال، حتی اگر چئو ابتکار عمل را به عهده گرفته باشد، آساکا به‌طور رسمی افسر مسئول بود و هیچ دستوری برای متوقف کردن قتل‌عام صادر نکرد. در حالی که میزان مسئولیت شاهزاده آساکا در قتل‌عام همچنان موضوع بحث است، موافقت نهایی برای قتل‌عام و جنایات ارتش ژاپن در طول تهاجم به چین در تأیید امپراتور هیروهیتو از پیشنهاد ارتش ژاپن برای حذف محدودیت‌های قانون بین‌المللی در خصوص رفتار با اسرا چینی در پنجم اوت ۱۹۳۷ صادر شد.